# Волк (телесериал)
«Во́лк» — российский детективный телесериал, снятый по мотивам романа Александра Терехова «Каменный мост» (2008). Лауреат премии «Ника» (2021).
Премьера сериала состоялась 7 декабря 2020 года в российском онлайн-кинотеатре Premier. Новые серии размещались на платформе еженедельно по понедельникам и четвергам. Заключительная серия вышла 28 декабря 2020 года.
Телевизионная премьера сериала состоялась 27 декабря 2021 года на канале «НТВ» в 20:00. Серии выходили в эфир с понедельника по четверг.

## Сюжет
После неудачной спецоперации разведчик Александр Волк попадает в тюрьму арабского Востока. Спустя несколько лет генерал-майор КГБ в отставке Гольцман помогает ему выбраться из плена, но взамен просит Волка найти убийц своего сына. Убитый был хорошим другом Александра, поэтому тот немедленно берётся за дело. Накануне своей смерти сын Гольцмана занимался расследованием событий 3 июня 1943 года на Каменном мосту в Москве, когда была убита дочь посла СССР в Мексике. Волк восстанавливает события прошлого, но чем больше он узнаёт, тем опаснее становится дело.

## В ролях
| Актёр                   | Роль                                                   |
| ----------------------- | ------------------------------------------------------ |
| Денис Шведов            | Александр Васильевич Волк, разведчик                   |
| Сергей Маковецкий       | Константин Уманский, посол СССР в США                  |
| Антон Васильев          | Борис Миргородский, соратник и помощник Волка          |
| Артур Смольянинов       | Николай Безрук                                         |
| Варвара Феофанова       | Нина Уманская, дочь посла                              |
| Алевтина Тукан          | Соня Рыкова                                            |
| Виталий Андреев         | Владимир Шахурин                                       |
| Виталий Хаев            | Лев Петрович Василевский, советский разведчик          |
| Игорь Миркурбанов       | Нахим Эйтингер, сотрудник НКВД                         |
| Марина Зудина           | Раиса Уманская                                         |
| Елена Подкаминская      | Анастасия Владимировна Петрова (Тася)                  |
| Александр Семчев        | Артур Янович Кипнис, историк и экскурсовод             |
| Линда Лапиньш           | Алёна                                                  |
| Виктор Проскурин (†)    | Николай Ефремович Долгов, старик                       |
| Игорь Ясулович          | Вячеслав Семёнович Дашкевич, старик                    |
| Грегори-Саид Багов      | Лаврентий Берия                                        |
| Илья Любимов            | Леонид Яковлевич Гольдман, коллекционер                |
| Аристарх Ливанов        | Иван Александрович Сухих                               |
| Анатолий Кот            | Горевой                                                |
| Евгений Пронин          | Пётр Чуев                                              |
| Алёна Михайлова         | Маша, внучка Дашкевича                                 |
| Вячеслав Чепурченко     | Юрий                                                   |
| Константин Желдин       | Яков Михайлович Гольдман, генерал-майор КГБ в отставке |
| Малхаз Абуладзе         | Иосиф Сталин                                           |
| Александра Назарова (†) | Эра Павловна                                           |
| Нина Дробышева          | Искра Петрова                                          |
| Сергей Бачурский        | Кузьмич                                                |
| Бесо Гатаев             | Цурцумия                                               |
| Максим Керин            | Вячеслав Семёнович Дашкевич (в молодости)              |
| Кирилл Емельянов        | «Жид»                                                  |
| Евгений Харланов,       | Фашист                                                 |
| Роман Колотухин         | «Свинья»                                               |
| Михаил Кремер           | Стерлинг                                               |
| Азамат Нигманов         | Сергей Акопов, сослуживец                              |
| Дмитрий Куличков        | Николай Фёдорович, бандит                              |
| Александр Клюквин       | Максим Максимович Литвинов, посол                      |
| Елена Морозова          | жена Литвинова                                         |
| Сергей Комаров          | Рудковский                                             |
| Иван Агапов             | эпизод                                                 |
| Карэн Бадалов           | эпизод                                                 |
| Сергей Загребнев        | эпизод                                                 |
| Рамиль Сабитов          | криминальный авторитет                                 |
| Игорь Трафлялин         | Лёлик                                                  |
| Юрий Уткин              | Николас Павлюковски                                    |

## Награды
- 2021 — премия «Ника» (специальный приз Совета академии «За творческие достижения в искусстве телевизионного кинематографа»)[1]